# 長山 (南極洲)
85°18′S 118°45′W / 85.300°S 118.750°W
長山是南極洲的山峰，位於威爾克斯地，處於威斯康辛山脈和俄亥俄山脈之間，屬於霍利克山脈的一部分，全長11公里，美國地質調查局根據測量和該國海軍的空中照片繪入地圖。